# Automatisch geleid voertuig

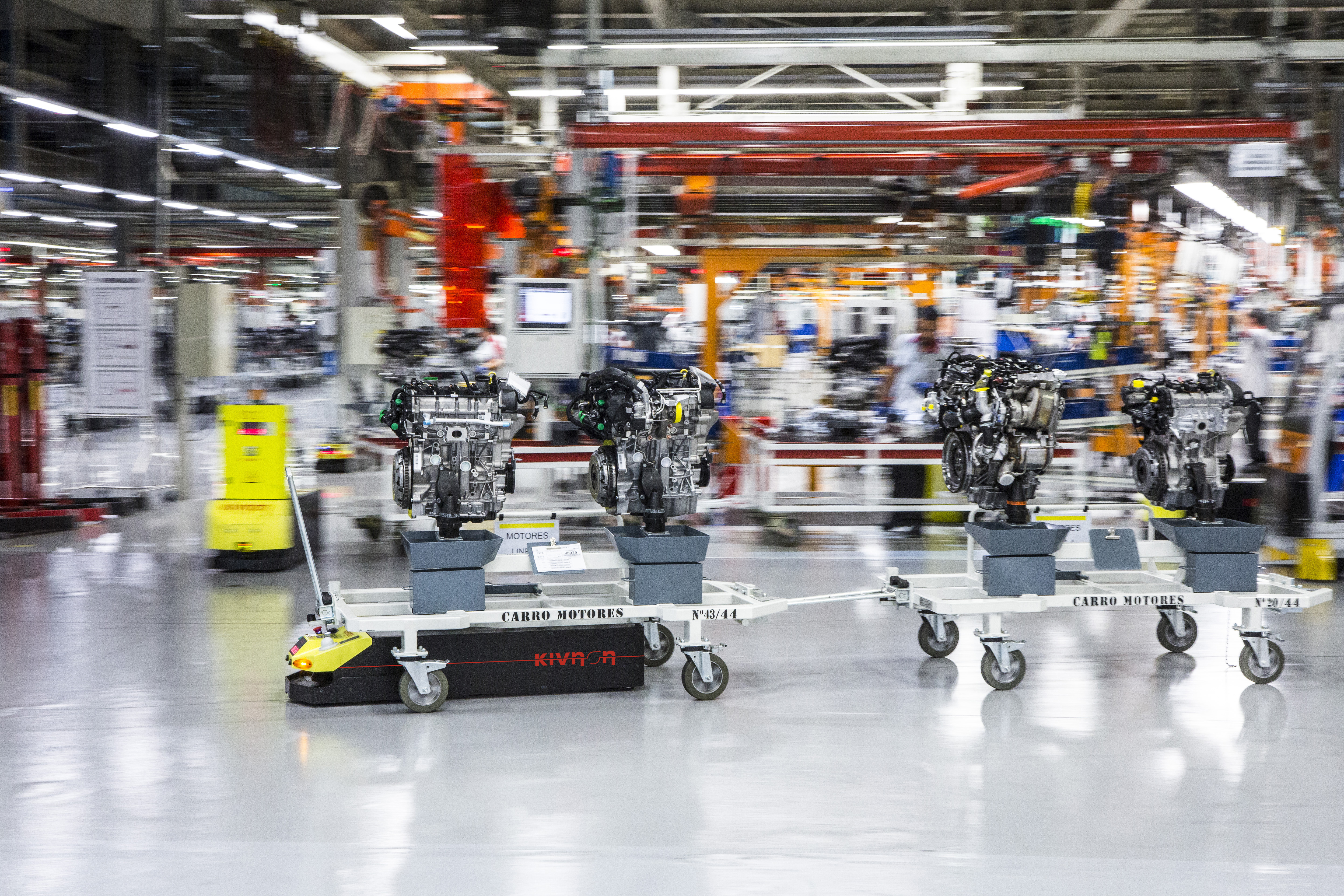
Automatisch geleid voortuig in een magazijn

Een automatisch geleid voertuig (AGV) is een mobiele robot die markers, draden, magneten, laser of andere instrumenten gebruikt voor navigatie.
AGV's worden veelal ingezet in industriële toepassingen om materialen te vervoeren in een fabriek of depot. Sinds de late 20e eeuw hebben AGV's aan toenemend belang gewonnen in de logistieke sector.